# 2MASS J07464256+2000321
| 2MASS J0746425+200321 | 2MASS J0746425+200321 |
| --- | --------------------- |
| Beobachtungsdaten Äquinoktium: J2000.0, Epoche: J2000.0                                                                    |                       |
| Sternbild | Gemini                |
| Rektaszension | 07h 46m 42,5s         |
| Deklination | +20° 00′ 32″          |
| Helligkeit (V-Band, gemeinsam)                                                                                             | (19,87 ± 0,06) mag    |
| Helligkeit (K-Band, gemeinsam)                                                                                             | (10,468 ± 0,022) mag  |
| Spektralklasse | ca. L0 + ca. L1.5     |
| Doppelsystem |                       |
| Winkelabstand | 0",22                 |
| Positionswinkel | 15°                   |
| Astrometrie |                       |
| Trigonometrische Parallaxe                                                                                                 | (81,9 ± 0,3) mas      |
| Entfernung | (12,21 ± 0,04) pc     |
| Eigenbewegung: |                       |
| Rel. Eigenbewegung | (378,5 ± 0,3) mas/a   |
| Positionswinkel | 261°,2° ± 0°,1        |
| Andere Bezeichnungen |                       |
| 2MASS J07464256+2000321 • 2MASSI J0746425+200032 • WDS 07467+2001 • LSPM J0746+2000 • 2MUCD 10668 • 2MASSW J0746425+200032 |                       |

2MASSW J0746425+200032 oder 2MASS J0746425+200321 (auch kurz 2M 0746+20) ist ein Doppelsystem zweier L-Zwerge im Sternbild Gemini. Die große Halbachse des Orbits wird auf 2,9 AE geschätzt, seine Exzentrizität auf 0,5; die Umlaufperiode beträgt ungefähr 4600 Tage. Der Helligkeitsunterschied der beiden Komponenten im V-Band beträgt etwa 0,8 mag.
Das Objekt wurde im Jahr 2000 mit Hilfe von 2MASS und POSS-II als kühler L-Zwerg entdeckt. Durch Beobachtungen mit dem Hubble-Weltraumteleskop wurde 2001 festgestellt, dass es sich um ein Doppelsystem handelt.